# Sykesville (Pennsylvania)
Sykesville è un comune (borough) degli Stati Uniti d'America, situato nello stato della Pennsylvania, nella contea di Jefferson.